# Emil Racoviță
Emil Racoviță, scritto anche Racovitza (Iași, 15 novembre 1868 – Cluj-Napoca, 17 novembre 1947), è stato un biologo, zoologo, speleologo ed esploratore rumeno.
Insieme a Grigore Antipa, fu uno dei più noti promotori delle scienze naturali in Romania. Racoviță fu il primo rumeno a essere partito per una spedizione di ricerca scientifica in Antartide. Fu anche un influente professore, studioso e ricercatore.
Nato nella tenuta di famiglia a Șurănești, Distretto di Vaslui, iniziò la sua educazione a Iași, dove ebbe Ion Creangă come maestro, e continuò la propria istruzione secondaria all’“Institutele Unite”, un liceo superiore maschile a Iași, ricevendo il suo baccalauréat nel 1886. In seguito studiò legge all'Università di Parigi, laureandosi nel 1889. Egli però non desiderava una carriera legislativa, e tornò nel campo delle scienze naturali.  Il suo mentore fu lo zoologo e biologo Henri de Lacaze-Duthiers, professore alla Sorbona e al Muséum national d'histoire naturelle. Racoviță ottenne un B.S.  nel 1891, e un dottorato Ph.D. nel 1896, per una tesi su Le lobe cephalique et l’encéphale des Annélides Polychète ("Il lobo encefalico e l'encefalo del polychaetous annelids").

## La spedizione "Belgica"

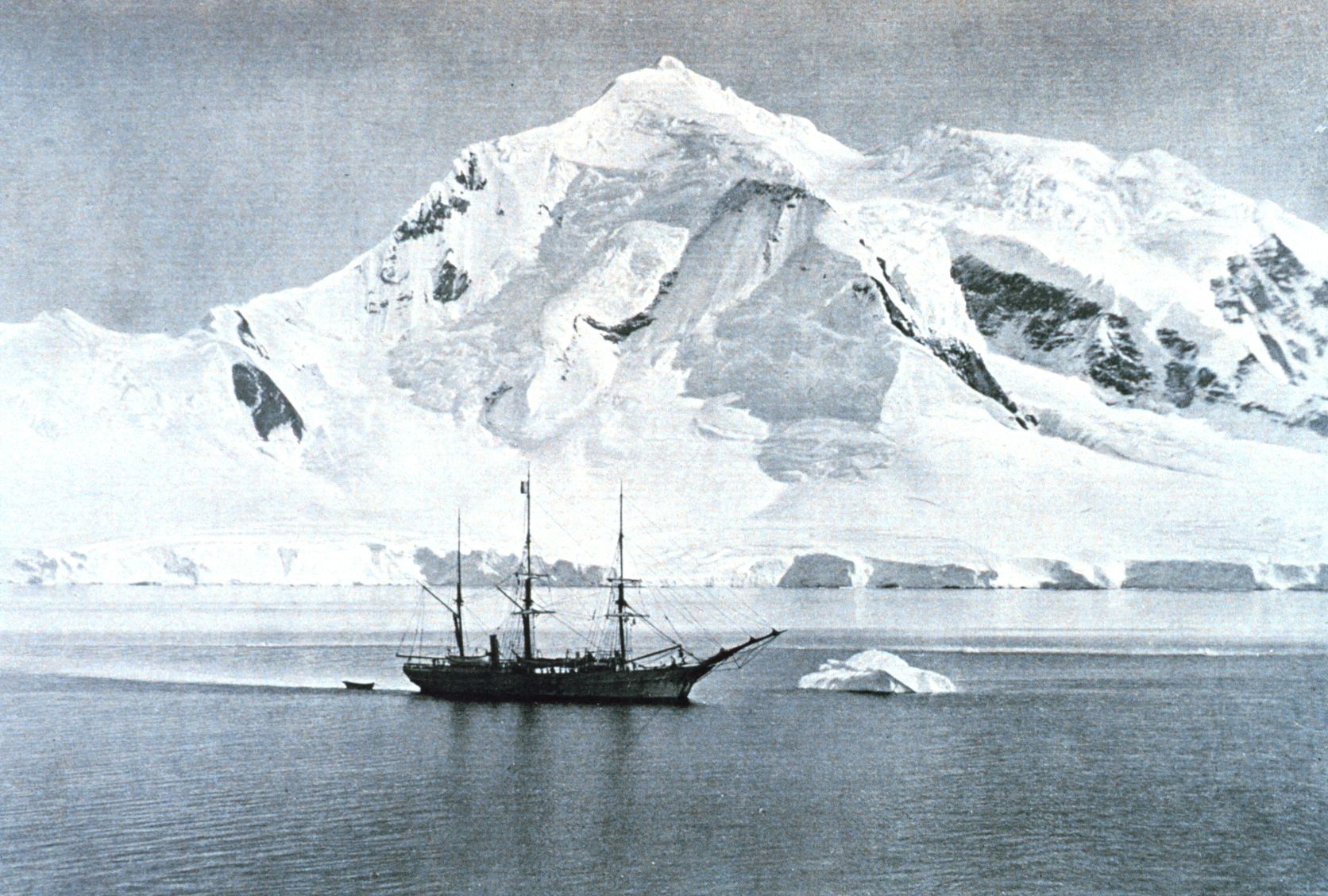
La Belgica mentre naviga gli stretti di de Gerlache

Essendo un giovane e promettente scienziato, Racoviță fu scelto per far parte di un team internazionale che partì per una spedizione di ricerca in Antartide, a bordo della nave Belgica. La spedizione fu condotta dall'ufficiale belga Adrien de Gerlache, proprietario della nave.

### Nave ed equipaggio
Il 16 agosto del 1897, sotto l'egida della Royal Society of Geography a Bruxelles, Belgio, la Belgica, precedentemente una baleniera norvegese, lasciò il porto di Anversa, salpando verso sud. Fu la nave a dare il nome alla spedizione. La nave con tre alberi maestro era equipaggiata con un motore da 160 cavalli.
I 19 membri del team appartenevano a varie nazionalità, una cosa rara per quei tempi. Il primo ufficiale della nave fu Roald Amundsen (che cercò di conquistare il Polo Sud nel 1911). Oltre Racoviță, il team era composto dal fisico Émile Danco, dal geologo e oceanografo Henryk Arctowski con il suo assistente Antoni Bolesław Dobrowolski, e il fisico americano Frederick Cook.

### Lavori scientifici
Il team lasciò il ponte della nave 22 volte, con lo scopo di raccogliere dati scientifici e condurre indagini ed esperimenti. Racoviță fu il primo ricercatore a raccogliere campioni botanici e zoologici nelle aree oltre il Circolo Antartico.
Belgica fece le prime registrazioni e misurazioni meteorologiche giornaliere nell'Antartico, ogni ora, per un anno intero. Gli scienziati collezionarono inoltre informazioni sulle correnti oceaniche e il magnetismo terrestre, raccolti in 10 volumi di conclusioni scientifiche poi pubblicati alla fine della spedizione, che fu considerata un successo.

### Gli ostacoli del 1898
La spedizione incontrò numerose difficoltà. Tra il 10 marzo 1898 e il 14 marzo 1899, "Belgica" rimase incastrata tra dei blocchi di ghiaccio, rendendo impossibile la navigazione. Fu un anno difficile per tutto il team. L'equipaggio dovette scavare un canale lungo 6 metri attraverso uno strato di ghiaccio spesso 6 metri, in modo da creare un corso d'acqua per arrivare a una massa d'acqua navigabile.
"Belgica" tornò in Europa nel 1899 senza due membri dell'equipaggio, che morirono durante la spedizione: il giovane marinaio norvegese Carl Wiencke (perso in mare) e Émile Danco (morto di cause naturali).
Il diario di Racoviță, pubblicato nel 1899, fa cenno alle difficoltà che i membri del team dovettero sopportare. Alcune foto del tempo mostrano che era appena riconoscibile dopo essere tornato dalla spedizione.
I risultati della sua ricerca furono pubblicati nel 1900, con il titolo “La vie des animaux et des plantes dans l'Antarctique” ("La vita degli animali e delle piante nell'Antartico"). Un anno dopo il suo ritorno, Racoviță fu nominato direttore del resort Banyuls-sur-Mer ed editore dell'analisi "Archives de zoologie expérimentale et générale".

## Anni successivi
Emil Racoviță continuò le sue ricerche, contribuendo alla speleologia ed esplorando oltre 1.400 grotte in Francia, Spagna, Algeria, Italia e Slovenia. È considerato essere, insieme a René Jeannel, uno dei fondatori della "biospeleologia". Era particolarmente interessato agli isopodi, di cui ne scoprì molti.

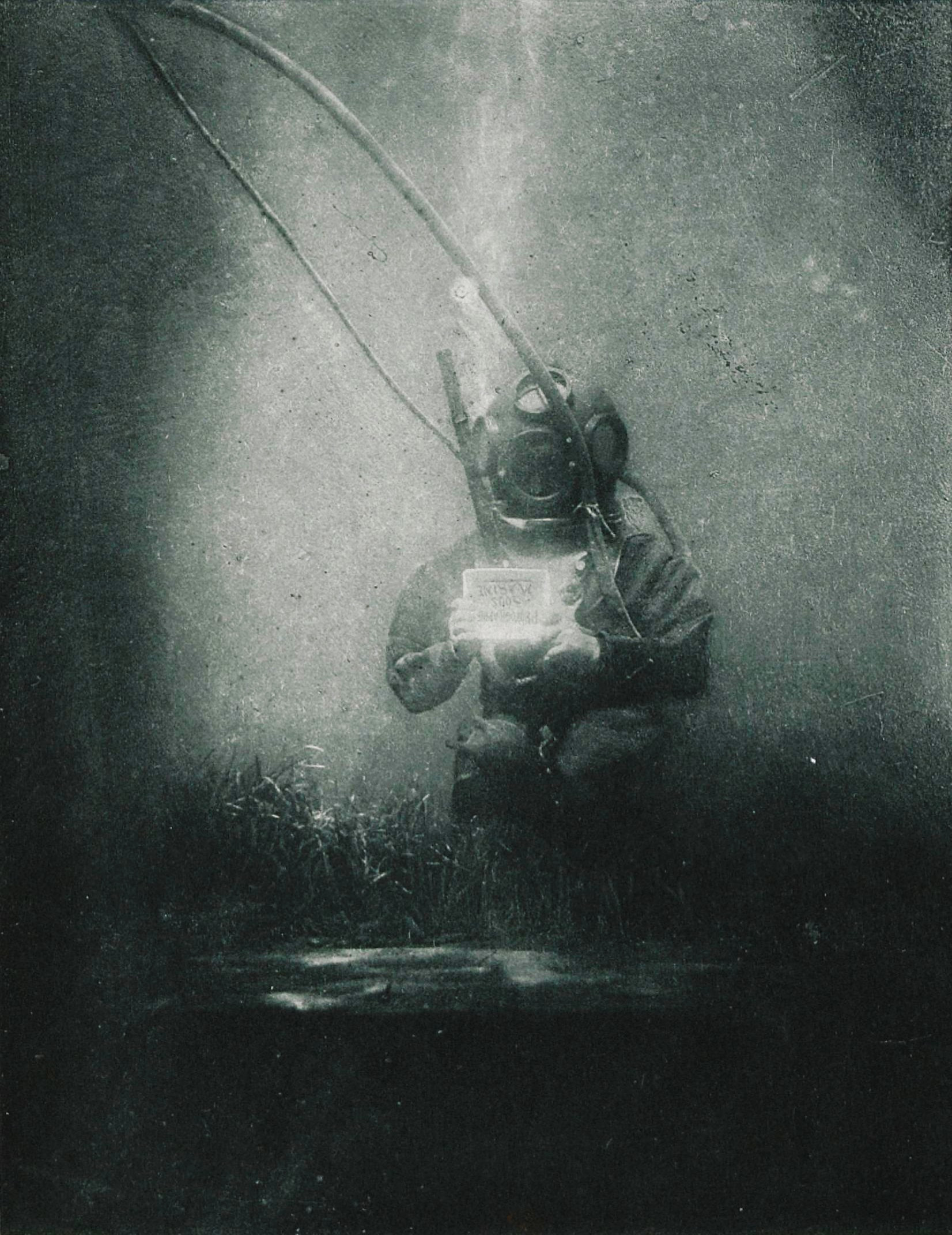
Emil Racovitza come sommozzatore all'Osservatorio oceanologico Banyuls-sur-Mer, 1899, foto di Louis Boutan

Nel 1919, Racoviță diventò il direttore del dipartimento di Biologia alla Upper Dacia University (ora Babeș-Bolyai University) a Cluj. Qui vi fondò il primo istituto speleologico il 26 aprile 1920, inizialmente come una sezione che avrebbe dovuto funzionare indipendentemente dal 1956, con il professore Constantin Motas. ISER (Institutul Speologic Emil Racoviță rumeno per Istituto Speleologico Emil Racoviță), una succursale dell'istituto di Cluj, fu aperto a Bucarest. Nel 1920 diventò un membro della Accademia rumena, e rimase una figura rilevante della vita scientifica in Romania fino alla sua morte.
Nel 2006, la prima esplorazione antartica rumena fu chiamata Law-Racoviță.

## Opere maggiori
- Essai sur les problèmes biospéologiques ("Saggio sul problema biospeleologo"; 1907)
- Cétacés. Voyage du S. Y. Belgica en 1897-1899. Résultats scientifiques. Zoologie. J. E. Buschmann, Anvers, 1903.
- Énumération des grottes visitées, serie 1-7. Archives de Zoologie expérimentale et générale, Paris, 1907-1929 (in collaborazione con R. Jeannel) ("Numerazione delle grotte visitate")
- Speologia: O știință nouă a străvechilor taine subpământești. Astra, Secția ��tiințelor naturale, Biblioteca populară, Cluj, 1927. ("Speleologia: una nuova scienza dei vecchi misteri del mondo sotterraneo"; 1927)
- Evoluția și problemele ei ("Evolution and its problems"; 1929)

## Galleria d'immagini

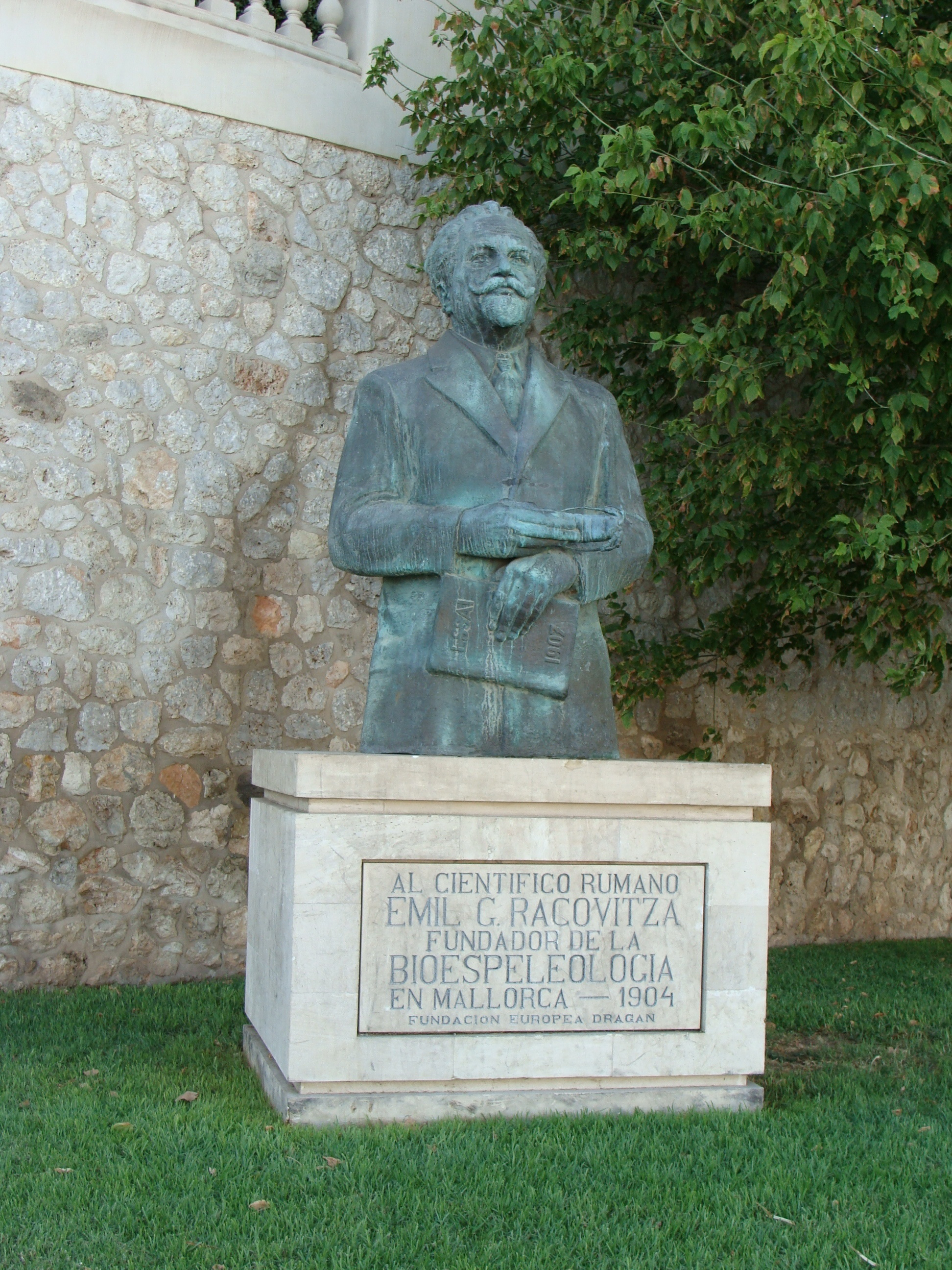
Statua di Racoviță a Palma de Mallorca
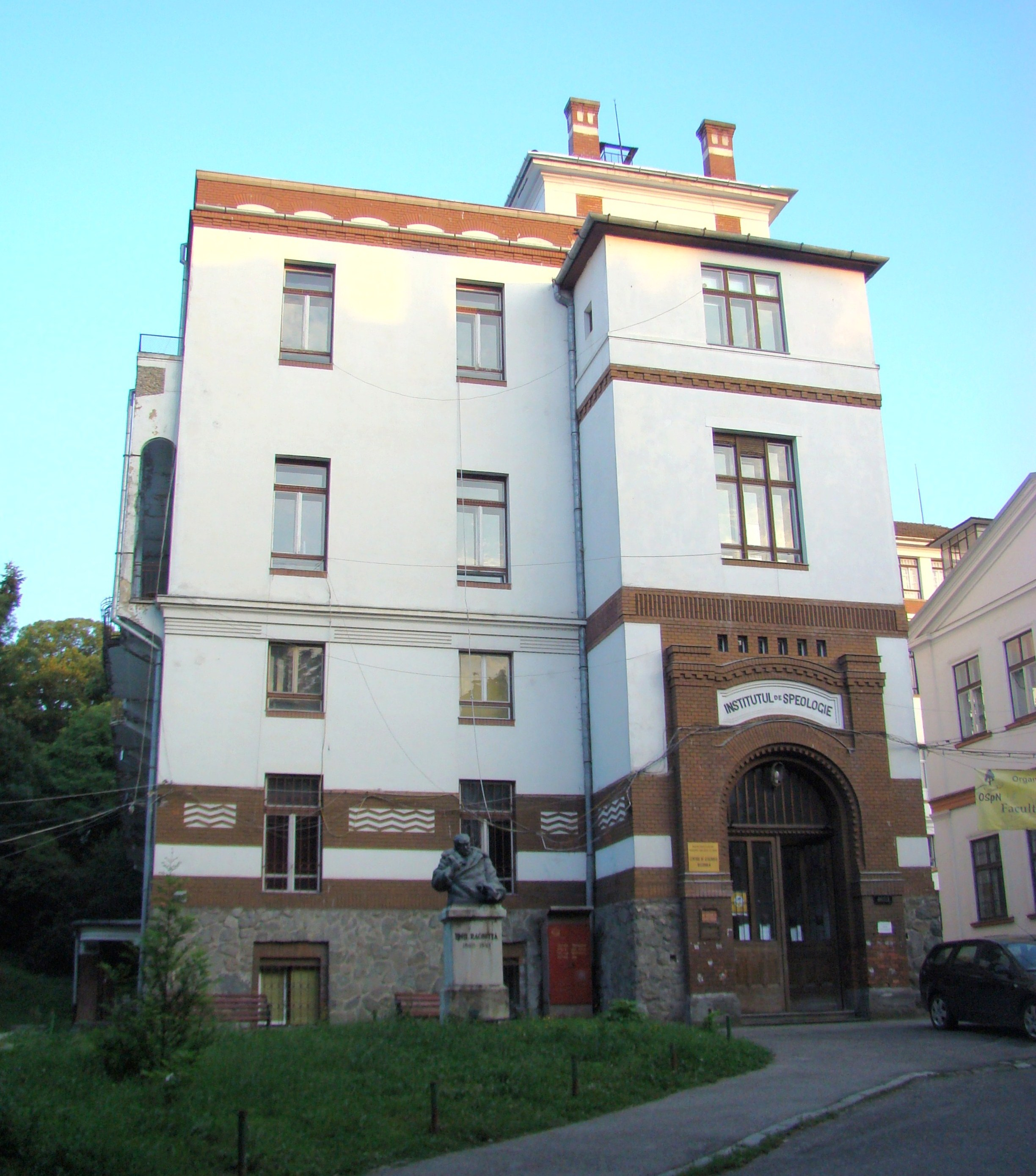
L'istituto di Speleologia "Emil Racoviță" a Cluj-Napoca
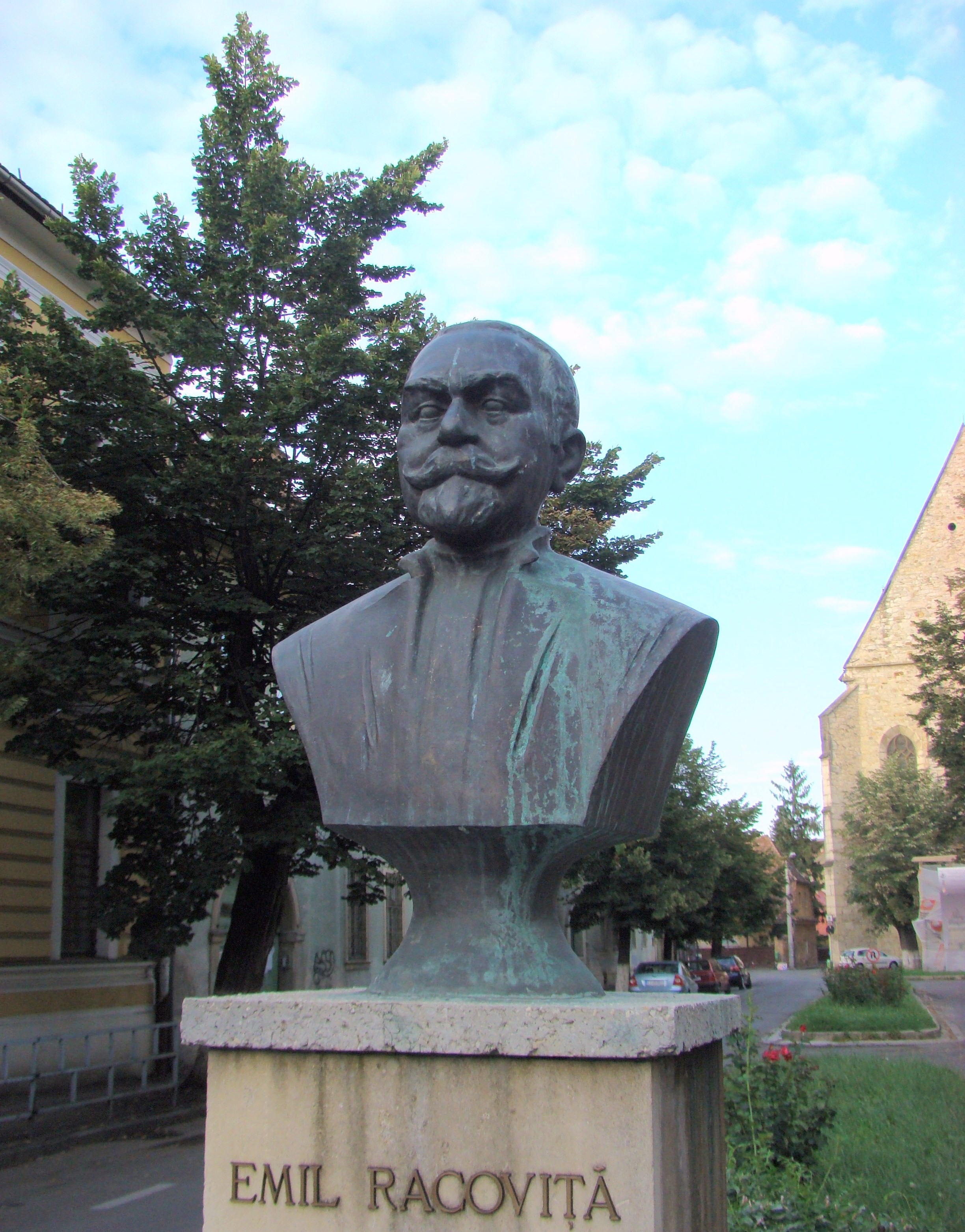
Statua di Emil Racoviță di fronte una scuola con lo stesso nome